# Phạm Như Hiệp
Phạm Như Hiệp (sinh ngày 10 tháng 8 năm 1965) là một bác sĩ và chính trị gia người Việt Nam. Ông hiện là đại biểu Quốc hội Việt Nam khóa 14, 15 nhiệm kì 2016-2021; 2021-2026, thuộc đoàn đại biểu quốc hội tỉnh Thừa Thiên Huế, Giám đốc Bệnh viện Trung ương Huế; Giám đốc Trung tâm Ung bướu, Trưởng khoa Ngoại nhi - Cấp cứu bụng; Phó Chủ tịch Hội đồng chuyên môn Ban bảo vệ sức khỏe Trung ương; Phó CT Hội Ngoại khoa và Phẫu thuật Nội soi Việt Nam, Chủ tịch Hội Ung thư tỉnh Thừa Thiên Huế, Phó CT Hội Ung thư và Hội Ghép tạng Việt Nam, Ủy viên Ủy ban Về các vấn đề xã hội của Quốc hội. Ông lần đầu trúng cử đại biểu Quốc hội năm 2016 ở đơn vị bầu cử số 2, tỉnh Thừa Thiên Huế gồm có thành phố Huế và thị xã Hương Thủy.

## Xuất thân
Phạm Như Hiệp sinh ngày 10 tháng 8 năm 1965 quê quán ở xã Vinh Hiền, huyện Phú Lộc, tỉnh Thừa Thiên Huế.
Ông hiện cư trú ở Số 02/34 đường Yết Kiêu, phường Thuận Hòa, thành phố Huế, tỉnh Thừa Thiên Huế.

## Giáo dục
- Giáo dục phổ thông: 12/12
- Đại học Y Khoa
- Cử nhân tiếng Anh
- Tiến sĩ
- Giáo sư
- Cao cấp lí luận chính trị

## Sự nghiệp
Ông gia nhập Đảng Cộng sản Việt Nam vào ngày 26/10/1999.
Ông từng là đại biểu hội đồng nhân dân tỉnh Thừa Thiên Huế nhiệm kỳ 2011-2016.
Khi lần đầu ứng cử đại biểu Quốc hội Việt Nam khóa 14 vào tháng 5 năm 2016 ông đang là Bác sĩ, Phó Bí thư Đảng ủy, Phó Giám đốc Bệnh viện Trung ương Huế; Giám đốc Trung tâm Ung bướu, Trưởng khoa Ngoại nhi - Cấp cứu bụng; Phó Chủ tịch Hội Nội soi và Phẫu thuật Nội soi Việt Nam, Chủ tịch Hội Ung thư tỉnh Thừa Thiên Huế, Ủy viên Thường vụ Hội Ung thư và Hội Ghép tạng Việt Nam, làm việc ở Bệnh viện Trung ương Huế.
Ông đã trúng cử đại biểu quốc hội năm 2016, lần thứ 2 năm 2021 đều ở đơn vị bầu cử số 2, tỉnh Thừa Thiên Huế gồm có thành phố Huế và thị xã Hương Thủy.
Ông hiện là Giám đốc Bệnh viện Trung ương Huế; Giám đốc Trung tâm Ung bướu, Trưởng khoa Ngoại nhi - Cấp cứu bụng; Phó chủ tịch Hội đồng chuyên môn Ban bảo vệ sức khỏe cán bộ Trung ương, Phó Chủ tịch Hội Ngoại khoa và Phẫu thuật Nội soi Việt Nam, Chủ tịch Hội Ung thư tỉnh Thừa Thiên Huế, Phó Chủ tịch Hội Ung thư và Hội Ghép tạng Việt Nam, Ủy viên Ủy ban Về các vấn đề xã hội của Quốc hội.
Ông đang làm việc ở Bệnh viện Trung ương Huế.

## Đại biểu Quốc hội Việt Nam khóa 14 Thừa Thừa - Huế
Phạm Như Hiệp trúng cử Đại biểu Quốc hội Việt Nam khóa 14, 15 nhiệm kì 2016-2021, 2021-2026 ở đơn vị bầu cử số 2, tỉnh Thừa Thiên Huế gồm có thành phố Huế và thị xã Hương Thủy.

### Vắng họp Quốc hội để cứu bệnh nhân
Tại kì họp thứ 5 Quốc hội khóa 14, khi đang họp Quốc hội thì Phạm Như Hiệp nhận được thông tin từ Bệnh viện Việt Đức và Trung tâm Điều phối ghép tạng quốc gia cho biết có bệnh nhân chết não hiến tạng. Vào 10 giờ sáng ngày 13 tháng 6 năm 2018, Trung tâm Điều phối ghép tạng quốc gia cho biết tim của người chết não phù hợp để ghép cho bệnh nhân Phạm Văn C. (15 tuổi) trong danh sách chờ ghép tim ở Bệnh viện Trung ương Huế mà Phạm Như Hiệp đang làm Giám đốc. Phạm Như Hiệp đã xin nghỉ họp Quốc hội để vận chuyển quả tim vào Huế và thực hiện ca ghép tim cho bệnh nhân này từ tim hiến tặng của người chết não ở bệnh viên Viện Đức từ 2 giờ 30 đến 6 giờ sáng ngày 14 tháng 6 năm 2018. Ca phẫu thuật ghép tim đã diễn ra thành công và Phạm Như Hiệp trở lại Hà Nội ngay để tiếp tục họp Quốc hội.

## Phong tặng
- Thầy thuốc nhân dân